# Alcantarillaïta
L'alcantarillaïta és un mineral de la classe dels fosfats. Rep el nom de la mina Nuestra Señora de las Alcantarillas, a la Província de Còrdova, la seva localitat tipus.

## Característiques
L'alcantarillaïta és un arsenat de fórmula química [Fe3+0.5(H₂O)₄][CaAs3+₂(Fe3+2.5W6+0.5)(AsO₄)₂O₇]. Va ser aprovada com a espècie vàlida per l'Associació Mineralògica Internacional l'any 2019, sent publicada per primera vegada el 2020. Cristal·litza en el sistema ortoròmbic. Estructuralment es troba relacionada amb la walentaïta.
Les mostres que van servir per a determinar l'espècie, el que es coneix com a material tipus, es troben conservades a la Col·lecció Mineralògica Estatal de Múnic (Alemanya), amb el número de col·lecció msm37182; al Museu d'Història Natural d'Oslo (Noruega), amb el número de col·lecció: knr44147; i a les col·leccions mineralògiques del Museu d'Història Natural del Comtat de Los Angeles, a Los Angeles (Califòrnia) amb el número de catàleg: 73568.

## Formació i jaciments
Va ser descoberta a la mina Nuestra Señora de las Alcantarillas, a la localitat de Belalcázar, dins la província de Còrdova (Andalusia, Espanya), on es troba de farciment com a cristalls de color groc llimona, juntament amb escorodita massiva, a les fissures i esquerdes en quars adjacents a la löllingita. També es troba en forma de petites rosetes grogues que revesteixen vugs i com a esferoides de fulles ultrafines. Aquesta mina cordovesa és l'únic indret de tot el planeta on ha estat descrita aquesta espècie mineral.